# 釜山駅
釜山駅（プサンえき）は、大韓民国釜山広域市東区草梁洞にある、韓国鉄道公社（KORAIL）の駅。
本項では近接する釜山交通公社の釜山駅駅（プサンえきえき）についても記述する。

## 乗り入れ路線
韓国鉄道公社の京釜線と京釜高速線が乗り入れており、京釜線を通じて慶北線方面に直通するムグンファ号や慶全線方面に直通する南道海洋観光列車（S-train）も当駅に乗り入れる。当駅に乗り入れる列車は全て当駅を始発終着駅としている。
駅前広場を挟んで釜山交通公社1号線が乗り入れる釜山駅駅と隣接している。同駅の駅番号は113。

## 歴史
韓国鉄道公社

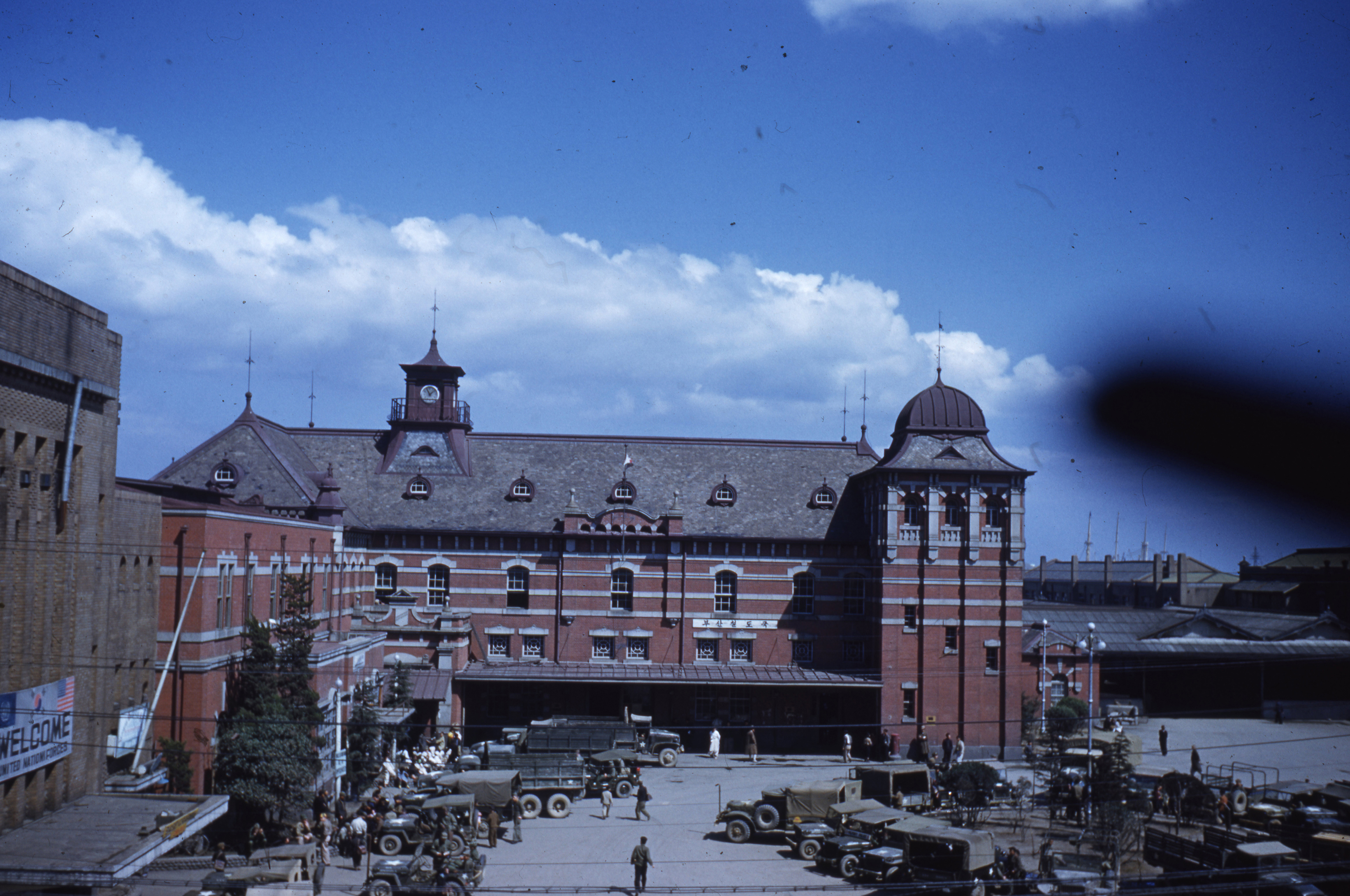
1951年頃の釜山駅舎（辰野金吾設計）

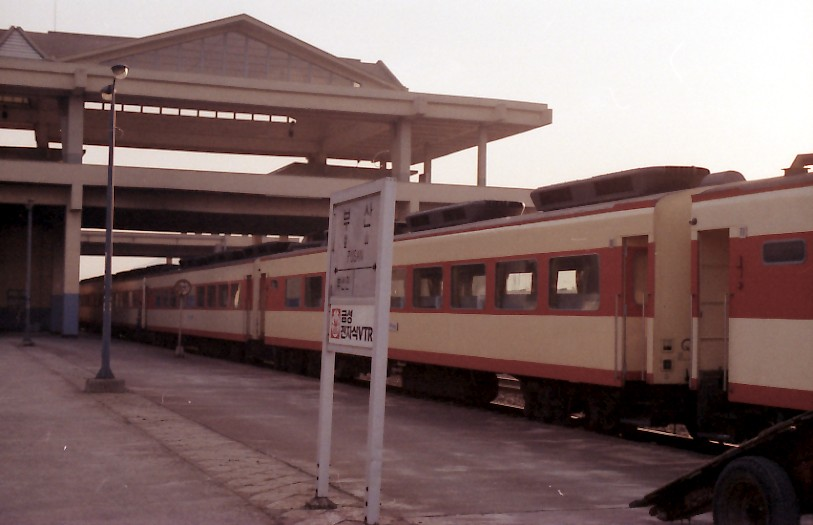
1984年の釜山駅ホーム

- 1908年4月1日 - 京釜線が草梁駅から延伸され、現在の釜山広域市中区中央洞4街付近（現駅の南、中央駅付近）に終着駅として開業。
- 1913年4月1日 - 京釜線が当駅から釜山桟橋駅まで延伸され、途中駅となる。
- 1943年12月10日 - 釜山埠頭駅（부산부두역）に改称。
- 1945年
  - 6月10日 - 釜山駅に再改称。
  - 8月15日 - 京釜線当駅 - 釜山桟橋間が廃止され、終着駅に戻る。
- 1953年11月27日 - 釜山大火により駅舎が全焼[1]。
- 1965年11月1日 - 駅舎移転に伴い、営業を一時中止[2][3]。
- 1969年6月10日 - 旧・草梁駅の位置）に移転し、営業再開[4][5]。
- 2000年1月1日 - 地域管理駅に指定。
- 2004年4月1日 - 京釜高速線1期区間が開業したためKTXの乗り入れ開始。同時に駅舎のリニューアル工事完了。
- 2006年7月1日 - 釜山地域管理駅を韓国鉄道公社釜山支社1級駅（グループ代表駅）に変更。
- 2007年11月3日 - 釜山駅KTX列車衝突事故発生。
- 2010年11月1日 - 京釜高速線2期区間が開業。これによりソウル - 釜山間が最速2時間18分となる。
- 2014年6月30日 - 当駅発着のセマウル号を廃止。ITX-セマウルに置き換えられる。
- 2015年8月1日 - 釜山連結線分岐 - 当駅間の線増が完成。高速線と在来線が別線となり、線路名称上の京釜高速線が当駅に乗り入れるようになる。

釜山交通公社
- 1987年5月15日 - 釜山交通公社1号線・中央洞（現・中央）- ポムネゴル間延伸に伴い開業。

## 駅構造

### 韓国鉄道公社
5面9線を有する地上駅である。1階には商店街やKORAIL会員ラウンジ、KTX宅配便があり、2階に改札口がある。
現在の駅舎は1969年に完工されたものである。その後KTXの開通を控え、正面のスロープを撤去し、駅前広場を縮小してガラス張りの新棟を建設する大規模な増築工事を実施し、2004年4月1日に完成した。正面から見ると旧駅舎を取り壊して建て替えられたように見えるが、内部の施設や駅舎の裏側、ホームの通路などは1969年の完成当時の建物の形がそのまま残されている。
2009年3月から2010年11月まで第二次増築工事を行った。2階にあるコンコースが大幅に拡張され、拡張されたコンコースに「KTX乗り場」という名前の乗車口が新たに設置された。また、ホームではホームの端の屋根が覆われていない部分に屋根を覆う工事も行われた。釜山駅の東側（釜山港方面）にも新しい出口を設け、利用客の便宜を図った。
1階と2階にはかつて鉄道模型の展示・販売や、韓国国内の鉄道雑誌を販売するカフェ「café DEL TREN（カフェデルトレン）」があり、国内外の鉄道ファンに親しまれていたが、後に2階店舗は「DEL TREN cafe」へリニューアルされ、鉄道グッズの販売は終了した。
なお、2019年より着手される鉄道施設再配置事業（2030年完了目標）により、将来的に当駅はKTX専用とし、一般列車は釜田駅発着とする計画がある。

#### のりば

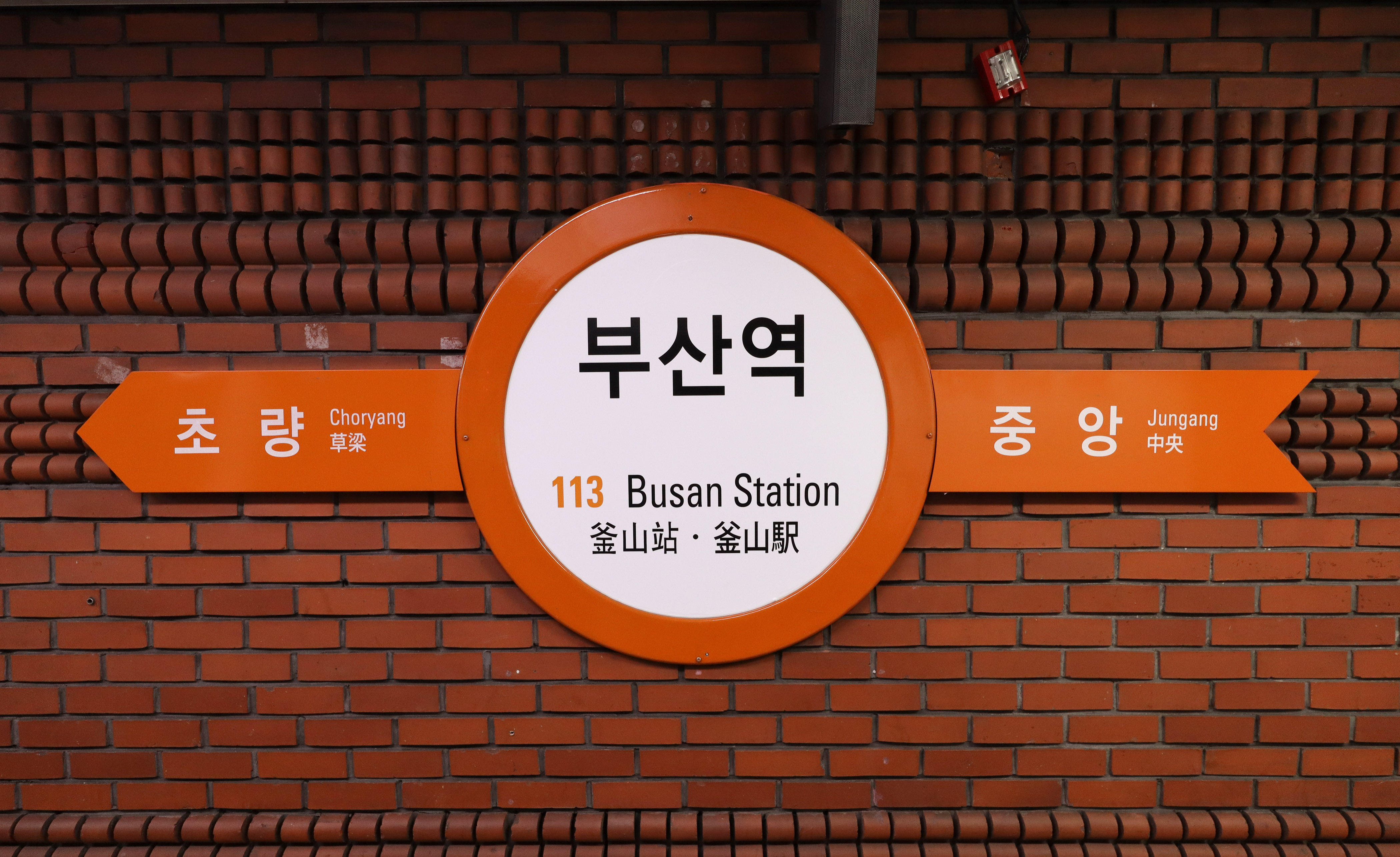
駅名標
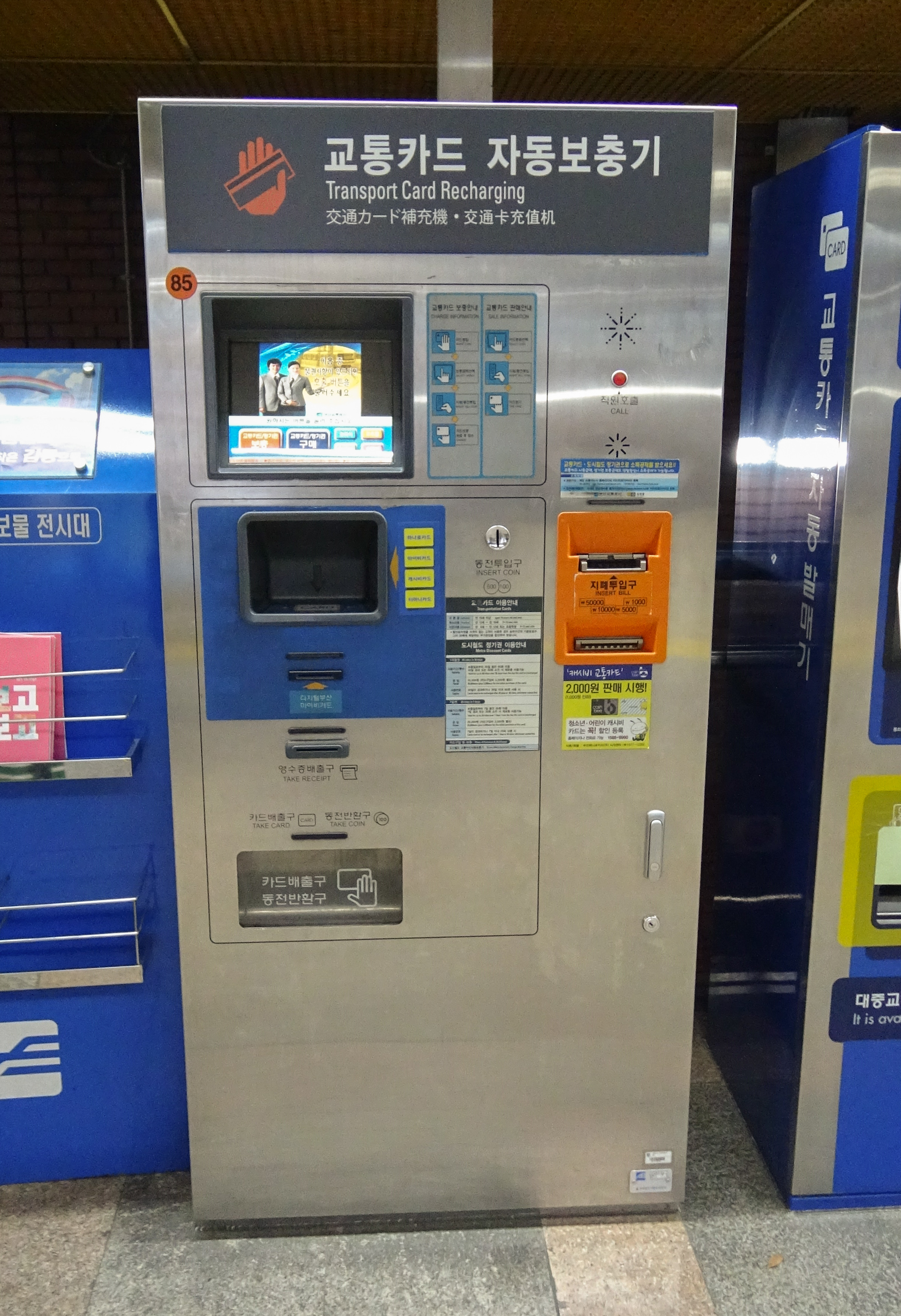
交通カード購入・チャージ機 （英語・中国語・日本語対応）

- 2・7番線はホームなし。

| ホーム | 路線                     | 種別                                     | 行先                                           | 備考                                   |
| ------ | ------------------------ | ---------------------------------------- | ---------------------------------------------- | -------------------------------------- |
| 1      | 京釜線（慶全線直通含む） | ITX-セマウル・ムグンファ号・南道海洋列車 | 東大邱・大田・ソウル・馬山・順天・光州松汀方面 | 光州松汀行き南道海洋列車は週末だけ運行 |
| 3・4   | 京釜線                   | ITX-セマウル・ムグンファ号               | 東大邱・栄州・大田・ソウル方面                 |                                        |
| 5・6   | 京釜線・京釜高速線       | KTX・SRT                                 | 亀浦・東大邱・大田・ソウル・幸信・水西方面     |                                        |
| 8・9   | 京釜線・京釜高速線       | KTX・SRT                                 | 蔚山・東大邱・大田・ソウル・幸信・水西方面     | KTXは一部在来線（水原・永登浦）経由    |
| 10・11 | 京釜線・京釜高速線       | KTX・SRT                                 | 蔚山・東大邱・大田・ソウル・幸信・水西方面     |                                        |

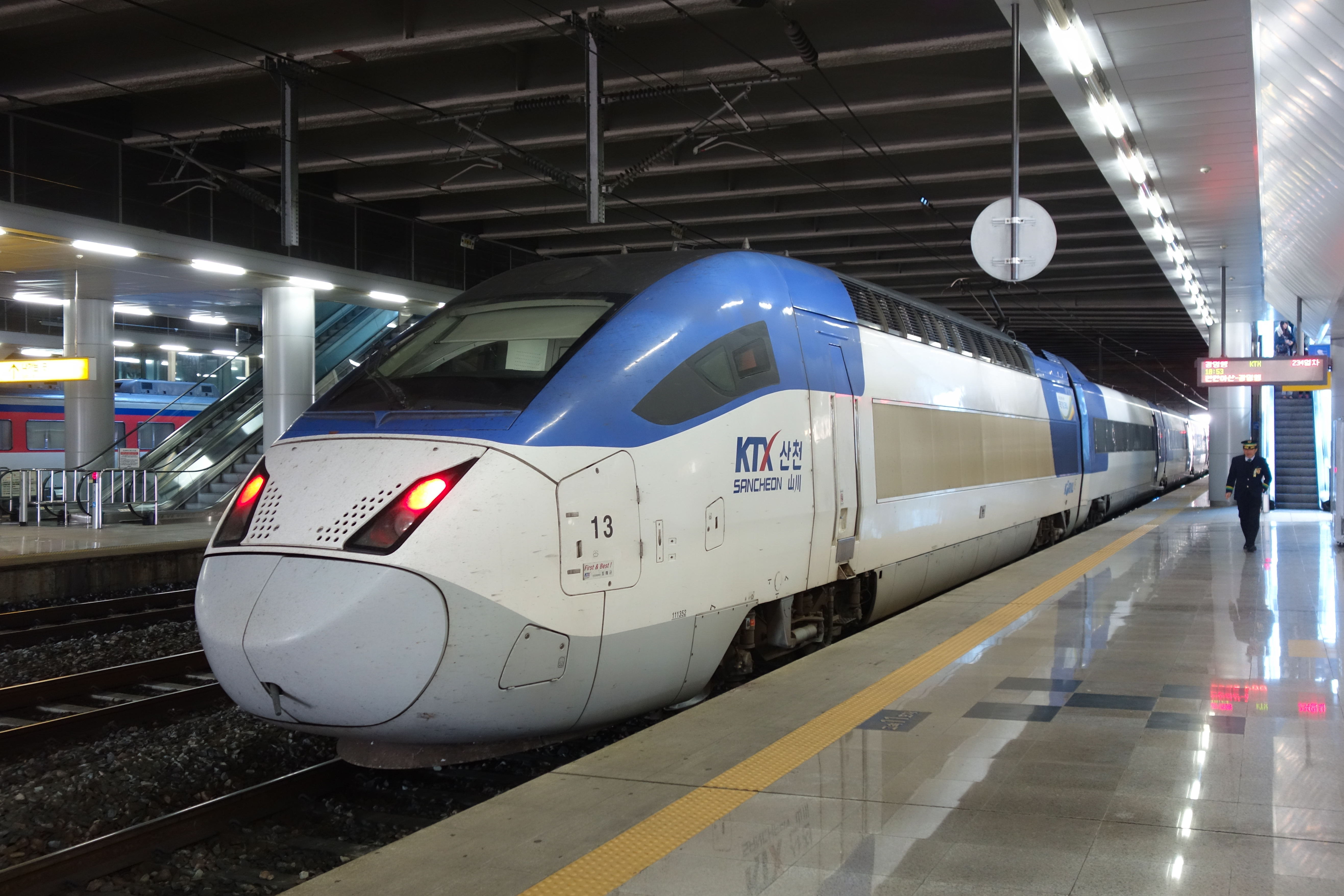
8番線ホーム（2013年11月）
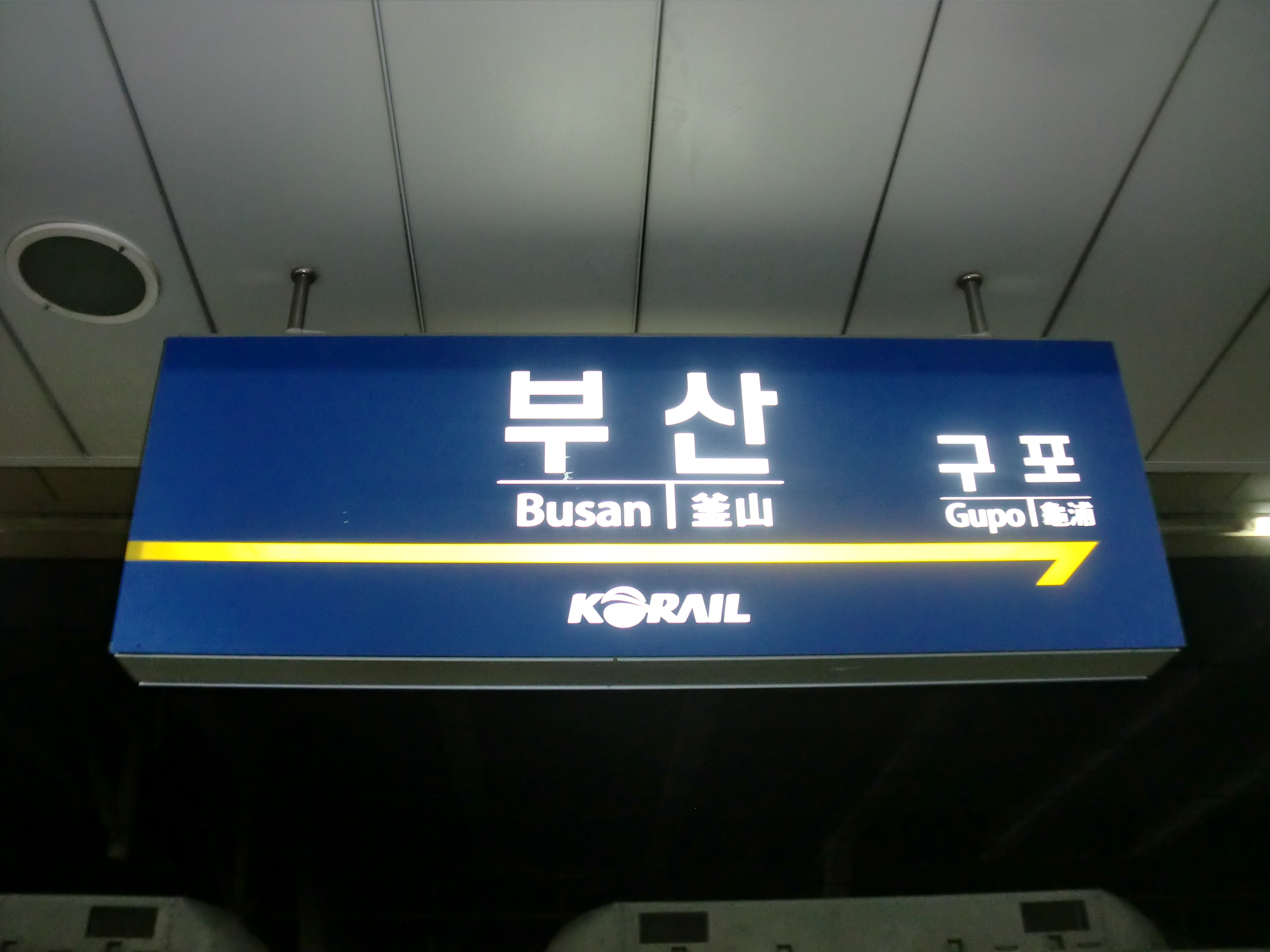
駅名標

### 釜山交通公社
相対式ホーム2面2線を有する地下駅。フルスクリーンタイプのホームドアが設置されている。
切符売り場と駅務室は改札階中程にある。改札口は北側と南側の2ヵ所あるが、いずれも上下ホーム別々に設置されており改札内でのホーム間の移動はできない。コンコース（改札外）にインフォメーションカウンターがあり、英語での案内にも対応する。
出入口は1番から8番までと10番の9ヵ所あり、韓国鉄道公社線に乗り換えるときは8番出入口が最も近い。2019年7月1日、釜山駅とを結ぶ地下連絡通路が開通し、地上に出ることなく直接乗換ができるようになった。

#### のりば
案内上ののりば番号は設定されていない。
| 上り | 1号線 | 多大浦海水浴場方面 |
| 下り | 1号線 | 老圃方面           |

- 駅名標
- 交通カード購入・チャージ機
（英語・中国語・日本語対応）

## 利用状況
韓国鉄道公社
| 年度別 | 年度別 | 年度別 | 利用人員  | 利用人員 | 利用人員   | 利用人員 | 利用人員  |
| 年度別 | 年度別 | 年度別 | 京釜線    | 京釜線   | 京釜線     | 京釜線   | 京釜線    |
| 年度別 | 年度別 | 年度別 | KTX       | セマウル | ムグンファ | トンイル | 合計      |
| ------ | ------ | ------ | --------- | -------- | ---------- | -------- | --------- |
| 2001年 | 下り   | 乗車   | 未開通    | 終着     | 終着       | 終着     | 終着      |
| 2001年 | 下り   | 下車   | 未開通    | 2372134  | 5239732    | 584741   | 8196607   |
| 2001年 | 上り   | 乗車   | 未開通    | 2343648  | 4891820    | 271798   | 7507266   |
| 2001年 | 上り   | 下車   | 未開通    | 始発     | 始発       | 始発     | 始発      |
| 2002年 | 下り   | 乗車   | 未開通    | 終着     | 終着       | 終着     | 終着      |
| 2002年 | 下り   | 下車   | 未開通    | 2296295  | 4773348    | 462549   | 7532192   |
| 2002年 | 上り   | 乗車   | 未開通    | 2240018  | 4539159    | 210140   | 6989317   |
| 2002年 | 上り   | 下車   | 未開通    | 始発     | 始発       | 始発     | 始発      |
| 2003年 | 下り   | 乗車   | 未開通    | 終着     | 終着       | 終着     | 終着      |
| 2003年 | 下り   | 下車   | 未開通    | 2087056  | 4375105    | 260952   | 6723113   |
| 2003年 | 上り   | 乗車   | 未開通    | 2012008  | 4206747    | 158922   | 6452725   |
| 2003年 | 上り   | 下車   | 未開通    | 始発     | 始発       | 始発     | 始発      |
| 2004年 | 下り   | 乗車   | 終着      | 終着     | 330        | 終着     | 330       |
| 2004年 | 下り   | 下車   | 3500136   | 1281914  | 3063779    | 2073     | 7847902   |
| 2004年 | 上り   | 乗車   | 3377069   | 1251960  | 3033859    | 11991    | 7674879   |
| 2004年 | 上り   | 下車   | 始発      | 始発     | 416        | 始発     | 始発      |
| 2005年 | 下り   | 乗車   | 終着      | 終着     | 終着       | 廃止     | 終着      |
| 2005年 | 下り   | 下車   | 5208710   | 857974   | 2550060    | 廃止     | 8616744   |
| 2005年 | 上り   | 乗車   | 5191844   | 837678   | 2489172    | 廃止     | 8518694   |
| 2005年 | 上り   | 下車   | 38        | 終着     | 4          | 廃止     | 42        |
| 2010年 | 下り   | 乗車   | 1         | 終着     | 終着       | 廃止     | 1         |
| 2010年 | 下り   | 下車   | 4,734,492 | 204,122  | 1,411,456  | 廃止     | 6,350,070 |
| 2010年 | 上り   | 乗車   | 4,751,107 | 207,781  | 1,462,732  | 廃止     | 6,421,620 |
| 2010年 | 上り   | 下車   | 4         | 始発     | 始発       | 廃止     | 4         |
| 2011年 | 下り   | 乗車   | 終着      | 終着     | 終着       | 廃止     | 終着      |
| 2011年 | 下り   | 下車   | 6,730,964 | 254,612  | 1,571,210  | 廃止     | 8,556,786 |
| 2011年 | 上り   | 乗車   | 6,779,481 | 259,376  | 1,595,153  | 廃止     | 8,634,360 |
| 2011年 | 上り   | 下車   | 始発      | 始発     | 始発       | 廃止     | 始発      |

釜山交通公社
| 年度   | 1日平均 乗車人員 |
| ------ | ---------------- |
| 2002年 | 25186            |
| 2003年 | 22270            |
| 2004年 | 22178            |
| 2005年 | 21482            |
| 2006年 | 19148            |
| 2007年 | 17765            |
| 2008年 | 17805            |
| 2009年 | 17707            |
| 2010年 | 18502            |
| 2011年 | 20860            |
| 2012年 | 20869            |
| 2013年 | 21589            |

## 駅周辺
- 釜山港国際旅客ターミナル
- 草梁1洞住民センター
- 草梁2洞住民センター
- 草梁初等学校（朝鮮語版）
- 蓬莱初等学校（朝鮮語版）
- 釜山三育初等学校
- 釜山華僑中学校（朝鮮語版）
- 韓国土地住宅公社釜山蔚山地域本部
- メリノル病院
- 東横INN釜山駅1

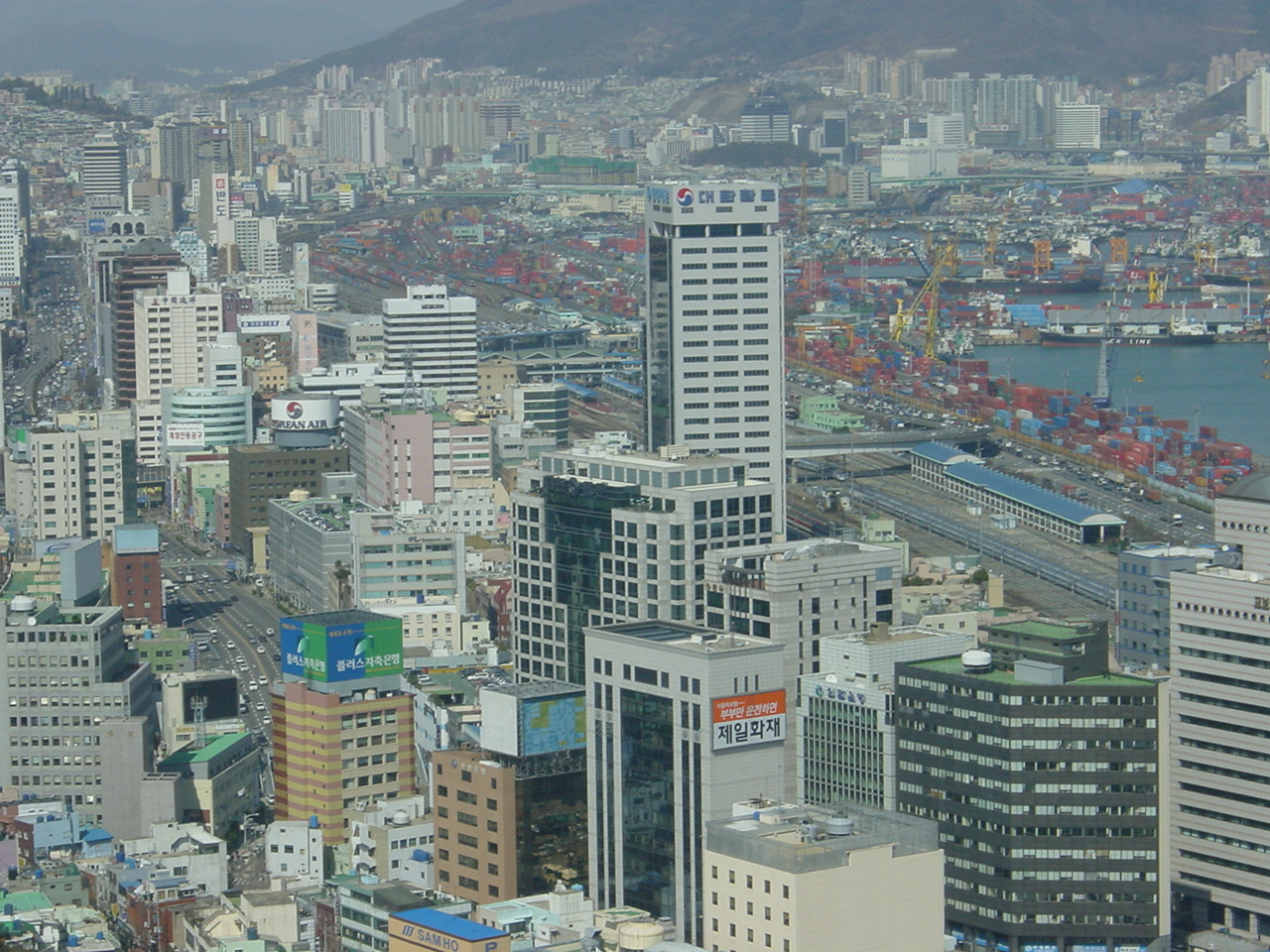
釜山タワーから望む駅周辺

- ラマダアンコールホテル（旧アリラン観光ホテル）
- アスティホテル釜山

## バス路線
多くの市内バスが釜山駅を経由する。

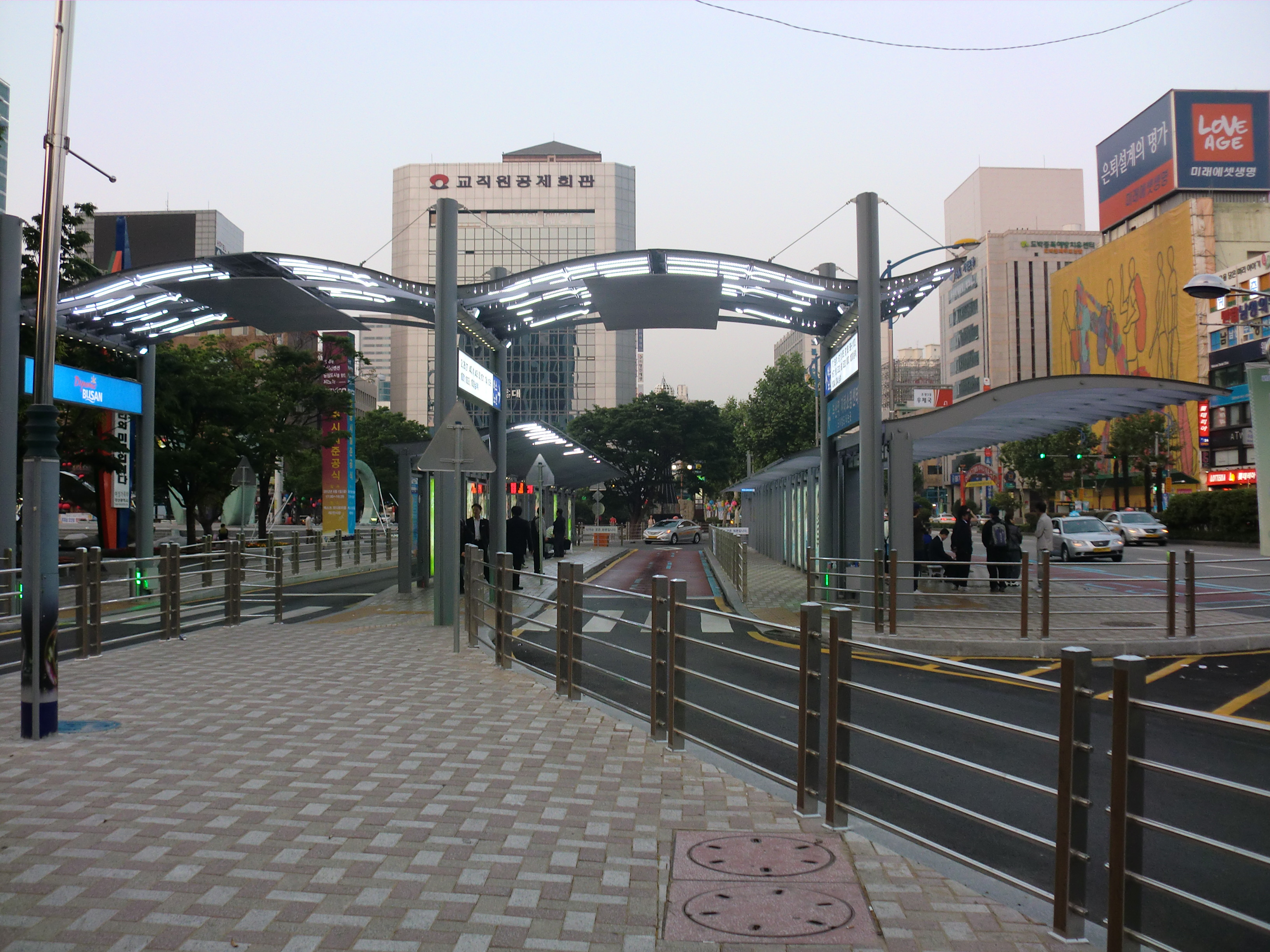
バス停留所

深夜時間帯に釜山 - 晋州間を行き来する市外バスの運行があったり、金海国際空港方面のリムジンバスも運行している。他にツアーバスも運行されており、シティツアーバス乗り場近くに釜山駅-釜山港国際・沿岸旅客ターミナル間の循環バスも運行されている。

## 隣の駅
韓国鉄道公社
京釜高速線
KTX
蔚山駅 - 釜山駅
京釜線
KTX・ITX-セマウル・S-Train
亀浦駅 - 釜山駅
ムグンファ号
沙上駅 - 釜山駅
釜山交通公社
 1号線
中央駅 (112) - 釜山駅駅 (113) - 草梁駅 (114)